# Station Rakoniewice
Station Rakoniewice is een spoorwegstation in de Poolse plaats Rakoniewice.